# Mālateh
Mālateh (persiska: مالَتِه, مالته) är en ort i Iran.   Den ligger i provinsen Kurdistan, i den nordvästra delen av landet, 500 km väster om huvudstaden Teheran. Mālateh ligger 1 136 meter över havet och antalet invånare är 146.
Terrängen runt Mālateh är kuperad åt nordost, men åt sydväst är den bergig.Runt Mālateh är det ganska tätbefolkat, med 96 invånare per kvadratkilometer. Närmaste större samhälle är Ārmardeh, 18,0 km öster om Mālateh. Trakten runt Mālateh består i huvudsak av gräsmarker.